# Mucor aligarensis
Mucor aligarensis är en svampart som beskrevs av B.S. Mehrotra & B.R. Mehrotra 1970. Mucor aligarensis ingår i släktet Mucor och familjen Mucoraceae.   Inga underarter finns listade i Catalogue of Life.